# O Circo da Jojô
O Circo da Jojô (no Brasil) ou O Circo da JoJo (em Portugal) (JoJo's Circus no original) é um série de desenho animado infantil stop-animation estadunidense-canadense produzido por Cartoon Pizza e Cuppa Coffee Studios. Criada inicialmente por Jim Jinkins, David Campbell, Lisa Jinkins, Eric Weiner. A série animada estreou no ar às 7:00 da manhã no dia 28 de setembro de 2003 no bloco de programação televisa Playhouse Disney, no canal Disney Channel's, no território dos Estados Unidos. Encerrando sua produção dia 14 de fevereiro 2007.

O seriado tem o gênero de comédia musical interativa em stop motion para crianças em idade pré-escolar, tendo classificação indicativa General Audiences, indicado  para todas as idades.

## Enredo
A história se passa na cidade fictícia de Circus Town, onde JoJo Tickle (protagonista), uma animada menina de 6 anos e aspirante a palhaça, vive com seu leal amigo, o leão Goliath. Juntos, eles frequentam a Little Big Top Circus School, sob a orientação da professora Mrs. Kersplatski. Cada episódio apresenta JoJo enfrentando desafios cotidianos que ensinam lições valiosas sobre amizade, responsabilidade e resolução de problemas. A série destaca a importância do movimento físico, incentivando as crianças a se levantarem e participarem ativamente das atividades propostas. A série é marcada por suas músicas cativantes, que abordam temas como higiene pessoal, amizade e respeito. As canções variam de estilos como doo-wop, funk e rock, e muitas vezes incluem instruções para que as crianças participem ativamente, como bater palmas ou esticar os braços. O tema de abertura foi interpretado pela banda/compositora BECKY.

## Prêmios
| Organização  | Categoria                                                                          | Resultado |
| ------------ | ---------------------------------------------------------------------------------- | --------- |
| Annie Awards | Outstanding Achievement in an Animated Television Production Produced for Children | Indicado  |

## Dubladores (Brasileiros)
- Lina Mendes
- Sérgio Stern
- Mariângela Cantú
- Gustavo Pereira
- Carlos Eduardo
- Erika Menezes
- Alexandre Moreno
- Ana Melissa (diálogos)/Flávia Saddy (canções)
- Direção de Dublagem: Marlene Costa
- Estúdio: Herbert Richers